# Borănești
Borănești – wieś w Rumunii, w okręgu Jałomica, w gminie Borănești. W 2011 roku liczyła 2023 mieszkańców.